# ハリー・ジェイムズ (ドラマー)
ハリー・ジェイムズ（Harry James、1960年12月14日 - ）は、イギリス、ロンドン、ベンジ出身のドラマー。

## 略歴
8歳でドラムを始める。12歳の頃にプロのミュージシャンになると決意し、テラプレイン結成前はクラブやパブなどでプレイしていた。その後、テラプレイン、サンダー、スネイクチャーマー、バッド・インフルエンス、マグナムなどで活躍している。
ドラマーとしてはディープ・パープルのイアン・ペイスに影響を受けた。その他、レッド・ツェッペリン、ザ・フー、バッド・カンパニーなどにも影響を受けたとのこと。
サンダーでは、ルーク・モーリーとの共作の形で作曲をおこなうこともある。
ドラマーであるが、コンサートではフランク・シナトラの「ニューヨーク・ニューヨーク」のカバーやカーペンターズのカバーなどでボーカルを取ることもある。
サンダーではお笑い担当とされており、ひょうきんなキャラクターが特徴である。